# 2019年世界水泳選手権アイスランド選手団
2019年世界水泳選手権アイスランド選手団は、2019年7月12日から7月28日まで韓国の光州で開催された第18回世界水泳選手権のアイスランド選手団、およびその競技結果。

## 選手団
- 人員: 選手 4人

## 選手名簿・結果
| 選手                                     | 種目           | 予選      | 予選 | 準決勝    | 準決勝   | 決勝       | 決勝       |
| 選手                                     | 種目           | 結果      | 順位 | 結果      | 順位     | 結果       | 順位       |
| ---------------------------------------- | -------------- | --------- | ---- | --------- | -------- | ---------- | ---------- |
| アントン・スヴェイン・マッキー           | 男子50m平泳ぎ  | 27秒46    | 20位 | 予選敗退  | 予選敗退 | 予選敗退   | 予選敗退   |
| アントン・スヴェイン・マッキー           | 男子100m平泳ぎ | 1分00秒32 | 24位 | 予選敗退  | 予選敗退 | 予選敗退   | 予選敗退   |
| アントン・スヴェイン・マッキー           | 男子200m平泳ぎ | 2分10秒32 | 16位 | 2分10秒68 | 16位     | 準決勝敗退 | 準決勝敗退 |
| クリスティン・ソウラリンソン             | 男子50m背泳ぎ  | 26秒42    | 44位 | 予選敗退  | 予選敗退 | 予選敗退   | 予選敗退   |
| クリスティン・ソウラリンソン             | 男子100m背泳ぎ | 56秒99    | 46位 | 予選敗退  | 予選敗退 | 予選敗退   | 予選敗退   |
| エイグロ・オウスク・グスタフスドッティル | 女子50m背泳ぎ  | 29秒82    | 29位 | 予選敗退  | 予選敗退 | 予選敗退   | 予選敗退   |
| エイグロ・オウスク・グスタフスドッティル | 女子100m背泳ぎ | 1分03秒46 | 42位 | 予選敗退  | 予選敗退 | 予選敗退   | 予選敗退   |
| スネイフリズル・ヨウルンナルドッティル   | 女子100m自由形 | 57秒34    | 43位 | 予選敗退  | 予選敗退 | 予選敗退   | 予選敗退   |
| スネイフリズル・ヨウルンナルドッティル   | 女子200m自由形 | 2分07秒43 | 41位 | 予選敗退  | 予選敗退 | 予選敗退   | 予選敗退   |